# Turning Point (2009)
Pour les articles homonymes, voir Turning Point.
Turning Point est un pay-per-view de catch organisé par la Total Nonstop Action Wrestling chaque année en novembre. Il s'est passé à Orlando en Floride dans iMPACT! Zone.

## Contexte
Les spectacles de la Total Nonstop Action Wrestling en paiement à la séance sont constitués de matchs aux résultats prédéterminés par les scénaristes de la TNA. Ces rencontres sont justifiées par des storylines - une rivalité avec un catcheur, la plupart du temps - ou par des qualifications survenues dans les émissions de la TNA telles que TNA Xplosion et TNA Impact!. Tous les catcheurs possèdent un gimmick, c'est-à-dire qu'ils incarnent un personnage face (gentil), heel (méchant) ou tweener (neutre, apprécié du public), qui évolue au fil des rencontres. Un pay-per-view comme Turning Point est donc un évènement tournant pour les différentes storylines en cours.

## Matches
| #                                                                | Match | Stipulation                                                               | Durée |
| ---------------------------------------------------------------- | --- | ------------------------------------------------------------------------- | ----- |
| Dark match                                                       | Hamada bat Alissa Flash | Match Simple                                                              | N/A   |
| 1                                                                | Amazing Red (avec Don West) (c) bat Homicide | match simple pour le TNA X Division Championship                          | 10:08 |
| 2                                                                | TNA Knockouts Champion ODB (c) et les TNA Knockout Tag Team Champions Taylor Wilde and Sarita (c) battent The Beautiful People (Velvet Sky, Madison Rayne, et Lacey Von Erich) | Six Woman Tag Team match; the team that wins claims all the championships | 5:54  |
| 3                                                                | The British Invasion (Brutus Magnus et Doug Williams) (c) battent The Motor City Machine Guns (Chris Sabin et Alex Shelley) et Beer Money, Inc. (Robert Roode and James Storm) | 3-Way match pour le TNA World Tag Team Championship                       | 10:20 |
| 4                                                                | Tara bat Awesome Kong | Six Sides of Steel cage match                                             | 7:53  |
| 5                                                                | Rhino et Team 3D (Brother Ray et Brother Devon) battent Matt Morgan, Hernandez, et D'Angelo Dinero                                                                             | Six Man Tag Team Match                                                    | 14:27 |
| 6                                                                | Scott Steiner bat Bobby Lashley | Sans disqualification Falls Count Anywhere match                          | 11:27 |
| 7                                                                | Kurt Angle bat Desmond Wolfe | Singles match                                                             | 16:21 |
| 8                                                                | A.J. Styles (c) bat Daniels et Samoa Joe | 3-Way match pour le TNA World Heavyweight Championship                    | 21:50 |
| (c) désigne le(s) champion(s) défendant son titre dans le match. | |                                                                           |       |